# Lysaster lorioli
Lysaster lorioli is een kamster uit de familie Porcellanasteridae.
De wetenschappelijke naam van de soort werd in 1909 gepubliceerd door Bell.